# Kap Filchner
Das Kap Filchner ist ein Kap in Ostantarktika zwischen dem Königin-Marie-Land im Westen und dem Kaiser-Wilhelm-II.-Land im Osten. Es liegt rund 27 km westnordwestlich von Adams Island und ragt in die Davissee hinein.
Auf der Westbasis stationierte Teilnehmer der Australasiatischen Antarktisexpedition (1911–1914) unter der Leitung des australischen Polarforschers Douglas Mawson entdeckten es. Mawson benannte es nach dem deutschen Polarforscher Wilhelm Filchner (1877–1957), dem Leiter der Zweiten Deutschen Antarktisexpedition (1911–1912) und Mitentdecker des Filchner-Ronne-Schelfeises.